# Taouila
Taouila (em árabe: تاويالة) é uma cidade e comuna localizada na província de Laghouat, Argélia. Segundo o censo de 2008, a população total da cidade era de 3 172 habitantes.